# Lluís Carreras i Ferrer
Lluís Carreras i Ferrer (Sant Pol de Mar, Catalunya, 24 de setembre de 1972) és un exfutbolista professional i entrenador de futbol català.

## Biografia

### Com a jugador
Format al planter i després de jugar en les categories inferiors del FC Barcelona debuta en el primer equip. El seu debut en la Primera divisió de la lliga espanyola de futbol va ser el 4 d'abril de 1993. El resultat va ser de FC Barcelona 3 - 0 Logroñés. Aquesta temporada guanya la lliga i la Supercopa d'Espanya amb el seu club.
El 1993 abandona la disciplina blaugrana per a jugar en el Reial Oviedo. Després de jugar en el Racing de Santander una temporada retorna al FC Barcelona, encara que va durar molt poc, ja que a l'any següent fitxa pel Mallorca on va jugar cinc temporades, una d'elles disputant la UEFA.
Després de passar per l'Atlètic de Madrid (amb el qual aconsegueix l'ascens a Primera divisió) i el Reial Múrcia CF, fitxa pel Deportivo Alavés el 2004 on roman fins a la seva retirada.

### Com a entrenador
Com a entrenador, va debutar a tercera divisió amb el filial de l'Alavés l'any 2009.
A l'abril de 2010 el CE Sabadell el confirma com a entrenador per la temporada 2010-2011, on aconsegueix l'ascens a Segona Divisió A.

## Clubs

### Com a jugador
| Temporada | Club                | Competició       | Partits | Gols |
| --------- | ------------------- | ---------------- | ------- | ---- |
| 1991/92   | FC Barcelona B      | Segona Divisió A | 36      | 11   |
| 1992/93   | FC Barcelona B      | Segona Divisió A | 34      | 10   |
| 1992/93   | FC Barcelona        | Primera Divisió  | 1       | 0    |
| 1993/94   | Reial Oviedo        | Primera Divisió  | 30      | 1    |
| 1994/95   | Racing de Santander | Primera Divisió  | 26      | 1    |
| 1995/96   | FC Barcelona        | Primera Divisió  | 18      | 0    |
| 1996/97   | Real Mallorca       | Primera Divisió  | 27      | 2    |
| 1997/98   | Real Mallorca       | Primera Divisió  | 12      | 1    |
| 1998/99   | Real Mallorca       | Primera Divisió  | 18      | 0    |
| 1999/00   | Real Mallorca       | Primera Divisió  | 21      | 3    |
| 2000/01   | Atlètic de Madrid   | Segona Divisió A | 16      | 2    |
| 2001/02   | Atlètic de Madrid   | Segona Divisió A | 28      | 2    |
| 2002/03   | Atlètic de Madrid   | Primera Divisió  | 8       | 0    |
| 2003/04   | Reial Múrcia CF     | Primera Divisió  | 15      | 0    |
| 2004/05   | Deportivo Alavés    | Segona Divisió   | 24      | 0    |
| 2005/06   | Deportivo Alavés    | Primera Divisió  | 4       | 0    |
| 2006/07   | Deportivo Alavés    | Segona Divisió   | 0       | 0    |

### Com a entrenador
| Temporada | Club               | Competició       |
| --------- | ------------------ | ---------------- |
| 2009      | Deportivo Alavés B | Tercera Divisió  |
| 2010      | CE Sabadell        | Segona Divisió B |
| 2011      | CE Sabadell        | Segona Divisió A |
| 2012      | CE Sabadell        | Segona Divisió A |
| 2014      | RCD Mallorca       | Segona Divisió A |
| 2015      | Reial Saragossa    | Segona Divisió A |
| 2016      | Reial Saragossa    | Segona Divisió A |
| 2017      | Nàstic             | Segona Divisió A |
| 2019      | Sagan Tosu FC      | J. League        |

## Títols com a jugador
| Títol                     | Club                  | Any       |
| ------------------------- | --------------------- | --------- |
| Lliga espanyola de futbol | Futbol Club Barcelona | 1992-1993 |
| Supercopa d'Espanya       | Futbol Club Barcelona | 1993      |
| Supercopa d'Espanya       | Reial Mallorca        | 1998      |